# Йована Раппорт
Йована Раппорт (серб. Јована Раппорт, уродж. Воїнович (серб. Војиновић); (18 лютого 1992 , Trstenikd, Район Расинаd ) — сербська, раніше югославська та чорногорська, шахістка, гросмейстер серед жінок (2009). Дворазова переможниця чемпіонату Чорногорії з шахів серед жінок (2009, 2010). Переможниця чемпіонату Сербії з шахів серед жінок (2014).

## Біографія
Багаторазова учасниця юнацьких чемпіонатів Європи та світу з шахів у різних вікових групах. Найкращий результат досягла в 2002 році, коли представляючи Югославію, посіла третє місце на чемпіонаті світу з шахів серед дівчат у віковій групі до 10 років. Тричі виступала за Чорногорію на командному чемпіонаті Європи з шахів серед дівчат у віковій групі до 18 років (2007—2009), на яких у командному заліку здобула срібло (2008) та бронзу (2007), а в індивідуальному заліку — дві золоті (2008), 2009) та срібну (2007) медалі.
Багаторазова призерка чемпіонатів Чорногорії з шахів серед жінок, на яких двічі була першою (2009, 2010), а також здобула срібло (2008) та бронзу (2007). У 2014 році була першою на чемпіонаті Сербії з шахів серед жінок.
У 2009 році в Анталії перемогла в чемпіонаті країн Середземномор'я з шахів серед жінок. У 2011 році перемогла на міжнародному шаховому турнірі серед жінок у Панчевому.
Представляла збірні Чорногорії та Сербії на п'яти шахових олімпіадах (2008—2016) та п'яти командних чемпіонатах Європи з шахів (2007—2015). На командному чемпіонаті Європи з шахів у 2015 році виборола індивідуальну золоту медаль.
За успіхи на турнірах ФІДЕ у 2008 році привласнив їй звання міжнародного майстра серед жінок, а у 2009 році — міжнародного гросмейстера серед жінок. Стала першою шахісткою Чорногорії, яка була удостоєна звання гросмейстера.

## Особисте життя
У 2016 році вийшла заміж за угорського гросмейстера Ріхарда Раппорта (нар.. 1996).